# Prostatit
Prostatit är inflammation av prostatakörteln. Prostatit kan vara bakteriell (bakteriuri) eller inte, och kronisk eller akut. Omkring varannan man får prostatit i någon form under livet. Det är vanligast för män under 50 år.
Prostait indelas i fyra typer:
- Akut prostatit, med buksmärta, dysuri och feber.[3] Beläggs med bakteriuri. Utgörs av 1–5 % av samtliga fall av prostatit.[2]
- Kronisk bakteriell prostatit, med buksmärta och ryggsmärta, dysuri, uppkommer ofta i skov.[3] Förekommer ofta med urinvägsinfektion.[4]
- Kronisk abakteriell prostatit, med samma symtom som bakteriell prostatit, dock utan påvisad infektion.[3] Trots att sjukdomen kallas prostatit (som betyder inflammerad prostata), kan inte alltid inflammation påvisas.[4]
- Asymtomatisk prostatit, med bevisad prostatit utan symtom.[3] Påträffas vid andra undersökningar genom upptäckt av leukocyter i prostatans sekret.[2]

Vid infektion förekommer bakterier i urinen (bakteriuri). Inflammation kan också påvisas med prostatamassage, som då leder till att vita blodkroppar frisätts i urinen, sädesvätskan eller i prostatans sekret.
Akut prostatit och kronisk bakteriell prostatit behandlas med antibiotika. Kronisk icke-bakteriell prostatit utgör ungefär 90–95 % av alla prostatitdiagnoser.
Det finns även ett antal huskurer mot kronisk prostatit.